# Der Schachzug
Der Schachzug (Originaltitel: Gambit) ist eine Doppelfolge der US-amerikanischen Science-Fiction-Fernsehserie Raumschiff Enterprise – Das nächste Jahrhundert. Es handelt sich um die vierte und die fünfte Folge der siebenten Staffel. Sie wurde in den Vereinigten Staaten über Syndication vermarktet und erstmals am 11. und 18. Oktober 1993 auf verschiedenen Fernsehsendern ausgestrahlt. In Deutschland war sie zum ersten Mal am 28. und 29. Juni 1994 in einer synchronisierten Fassung auf Sat.1 zu sehen.

## Handlung

### Teil I
Im Jahr 2370 bei Sternzeit 47135.2 besuchen mehrere Führungsoffiziere der Enterprise eine Bar auf dem Planeten Dessica II, um dort verdeckt das Verschwinden von Captain Picard zu untersuchen. Von einem Yridianer namens Yranac erfahren sie im Gegenzug für eine sichere Passage, dass ein Mann, auf den Picards Beschreibung passt, vor einigen Wochen hier war. Bei einem Gespräch mit einer Gruppe von Personen kam es zum Streit und der Mann wurde durch einen Schuss aus einer Waffe vollständig aufgelöst. Ein Scan von Dr. Crusher bestätigt, dass sich an der von Yranac beschriebenen Stelle noch Reste von menschlichen Zellen und Fasern einer Sternenflottenuniform befinden.
Im Glauben, der Captain sei tot, kehren die Offiziere zusammen mit Yranac auf die Enterprise zurück. Der erste Offizier Will Riker will nicht einfach so zur Normalität übergehen und erhält von Admiral Chekote die Genehmigung, nach Picards Mördern zu suchen. Riker sucht Yranac auf, um von ihm mehr Informationen zu erhalten. Der verlangt dafür ein Shuttle, doch Riker hat herausgefunden, dass Yranac von den Klingonen wegen zahlreicher Verbrechen gesucht wird, und bietet ihm lediglich an, seine Haftzeit zu verkürzen. Nun wird Yranac gesprächig und deutet an, dass Picards Mörder vielleicht ins Barradas-System wollten.
Als die Enterprise das System erreicht, werden auf dem Planeten Barradas III auffällige Energiewerte gemessen. Der Planet ist unbewohnt, doch vor 2000 Jahren lebten hier die Debrune, ein alter Nebenzweig der Romulaner. Ein Außenteam unter Führung von Riker erkundet eine alte Ruinenstätte. Dabei werden Anzeichen für erst kürzlich erfolgte Grabungen entdeckt. Außerdem werden die gleichen Messwerte registriert wie von der Stelle in der Bar auf Dessica II, an der Picard getötet wurde. Plötzlich wird das Außenteam von einer Gruppe unbekannter Personen angegriffen. Es kommt zu einem Feuergefecht. Riker wird von den Fremden entführt, den anderen Mitgliedern des Außenteams gelingt es, zurück zur Enterprise zu beamen.
Im Orbit des Planeten taucht auf einmal ein unbekanntes Raumschiff vor der Enterprise auf. Es feuert, richtet aber keinen Schaden an, dann dreht es ab. Der zweite Offizier Data, der inzwischen das Kommando übernommen hat, lässt das Schiff sofort verfolgen, doch auf einmal ist es einfach verschwunden. Die Enterprise fliegt zurück nach Barradas III, um dort nach weiteren Hinweisen zu suchen. Vom Geheimdienst der Sternenflotte erhält Data die Information, dass das fremde Schiff bereits zahlreiche Überfälle in diesem Sektor verübt hat, aber bislang nicht gestellt werden konnte, da es von Sensoren nicht geortet werden kann.
Riker findet sich auf dem fremden Schiff wieder. Es wird von einer Gruppe von Söldnern unter der Führung eines Mannes namens Arctus Baran gesteuert. Baran erzwingt den Gehorsam seiner Untergebenen durch Neuro-Implantate, durch die er bei Widerworten Schmerzen verursachen kann. Auch Riker wurde ein solches Implantat eingepflanzt. Riker ist höchst erstaunt, als er unter den Besatzungsmitgliedern des Schiffs Picard erblickt. Der nennt sich Galen und fordert, Riker sofort umzubringen, da er zu viel Ärger macht. Baran gegenüber behauptet er, Riker habe eine lange Geschichte von Befehlsverweigerungen. Daraufhin täuscht Picard heimlich eine Fehlfunktion vor, die Riker geistesgegenwärtig reparieren kann. Etwas später hat Picard die Gelegenheit, Riker allein in seinem Quartier zu besuchen. Er erklärt, dass er auf Dessica II eine archäologische Stätte untersuchen wollte, diese aber beraubt vorfand. Er traf die Verantwortlichen in einer Bar und wurde von ihnen entführt, indem sie eine Waffe auf ihn abfeuerten, die zugleich als Transporter diente. Die Söldner suchen nach Artefakten romulanischen Ursprungs. Picard gab sich als Schmuggler aus und wurde von Baran beauftragt, die gestohlenen Artefakte auszuwerten. Da Baran ihn nicht besonders leiden kann, möchte Picard, dass nun Riker versucht, sein Vertrauen zu gewinnen. Zu diesem Zweck will Picard weiterhin eine Feindschaft zu Riker vortäuschen. Als plötzlich Baran das Quartier betritt, schlägt Picard Riker nieder und gibt vor, er hätte ihn verhört, woraufhin Baran ihn für dieses eigenmächtige Verhalten bestraft.
Data zieht derweil die richtigen Schlüsse. Er erkennt die Signaturen auf der Oberfläche von Barradas III als Reste eines Transporterstrahls und vermutet eine Beteiligung der Romulaner aufgrund ihrer Verwandtschaft mit den Debrune. Als wahrscheinlichstes nächstes Ziel des Söldnerschiffs vermutet er den Planeten Calder II, wo sich ein kleiner Forschungsaußenposten der Föderation befindet. Tatsächlich fliegt das Schiff genau dorthin, um nach weiteren Artefakten zu suchen. Picard kann Baran überzeugen, dass Riker die Besatzung des Außenpostens zur Kooperation bewegen soll, wodurch sich ein Kampf vermeiden ließe. Picard selbst wertet inzwischen weiter Artefakte aus. Tallera, eine romulanische Söldnerin, überbringt ihm die Nachricht, dass Baran seine Arbeit für zu langsam hält. Picard beschwert sich seinerseits, dass er schneller vorankommen würde, wenn er wüsste, wonach genau er eigentlich suchen soll. Picard bemerkt, dass Tallera nicht viel von Baran hält, und deutet an, dass er bereit für eine Meuterei wäre. Tallera kann Picard gut leiden, doch sie will die Mission zunächst wie geplant fortsetzen und rät ihm, sich ihr nicht in den Weg zu stellen.
Riker gelingt es nicht, den Leiter des Außenpostens davon zu überzeugen, die Schilde zu senken. Baran will den Außenposten daraufhin zerstören, doch Picard kann die Waffen so einstellen, dass die Schilde durch einen einzigen Schuss ausgeschaltet werden. Nun können die Artefakte des Planeten an Bord gebeamt werden. Obwohl das Ziel bereits erreicht ist, will Baran den Außenposten dennoch zerstören, doch da trifft die Enterprise ein und feuert auf das Schiff. Riker ruft die Enterprise und fordert Data zum Rückzug auf. Als dieser sich weigert, will er seine Zugangscodes nutzen, um die Schilde der Enterprise auszuschalten. Nach seiner Entführung wurden die Codes sofort geändert, doch Data weiß, dass sich Riker dessen bewusst ist. Data fasst den Versuch daher als einen versteckten Hinweis auf und lässt die Schilde senken. Das Söldnerschiff eröffnet das Feuer auf die nun wehrlose Enterprise.

### Teil II
Die Enterprise wird getroffen, doch die Schäden sind nur minimal. Data lässt eine schwerere Beschädigung vortäuschen und mit verminderter Waffenstärke zurückfeuern. Picard täuscht eine Beschädigung des Söldnerschiffs vor, woraufhin Baran den Rückzug befiehlt. Data lässt das Schiff ziehen, denn er glaubt, dass dies Rikers Absicht entspricht. Worf protestiert dagegen, da er befürchtet, dass das Söldnerschiff wieder nicht geortet werden kann, wenn es einmal auf Warp gegangen ist. In Rikers Übertragung entdeckt Data eine versteckte Botschaft und Chefingenieur Geordi La Forge entschlüsselt sie als einen Flugplan, der das Hyralan-System als nächstes Ziel des Söldnerschiffs ausweist. Data lässt einen Verfolgungskurs setzen, was Worf als längst überfällige Entscheidung kommentiert. Data sieht sich zu einem Gespräch unter vier Augen gezwungen. Er ermahnt Worf, dass es ihm in seiner neuen Position als erster Offizier nicht zusteht, Datas Entscheidungen öffentlich zu kritisieren, sondern dass er ihn vielmehr bestmöglich zu unterstützen hat. Worf sieht sein Fehlverhalten ein und entschuldigt sich.
Auf dem Söldnerschiff bricht Picard erneut einen Streit mit Riker vom Zaun und zieht sich dann zurück, um weitere Artefakte auszuwerten. Tallera folgt ihm, da sie aus seinem Verhalten nicht schlau wird. Zudem verdächtigt sie ihn, während des Kampfes mit der Enterprise die Waffen manipuliert zu haben. Ihr Gespräch wird unterbrochen, als der Computer plötzlich eine Übereinstimmung meldet. Tallera informiert Baran unverzüglich darüber, dass Picard eines der gesuchten Artefakte gefunden hat. Riker macht unterdessen Eindruck auf Baran und der hält ihn immer mehr für einen Mann, der ihm nützlich sein kann. Im Vertrauen bittet Baran Riker darum, Picard zu töten, sobald er den Zeitpunkt für gekommen hält. Später trifft sich Riker wieder mit Picard und enthüllt ihm, dass das Schiff in das Hyralan-System fliegt, um dort von einem Klingonen ein weiteres Artefakt zu erwerben. Picard hat unterdessen eine interessante Entdeckung gemacht: Die Verzierung des von ihm identifizierten Objekts verrät ihm, dass es gar nicht romulanischen, sondern vulkanischen Ursprungs ist. Etwas später versucht Picard einem weiteren Besatzungsmitglied namens Narik seine Idee einer Meuterei schmackhaft zu machen. Der lehnt aber ab, denn er befürchtet, Picard wolle der neue Captain sein, doch Narik würde eher Tallera bevorzugen.
Kurz nach dieser Unterredung sucht Tallera Picard auf und bedroht ihn mit einer Waffe. Sie verlangt, seine wahre Identität zu erfahren, und gibt sich als eine vulkanische Agentin namens T’Paal zu erkennen, die hier in geheimer Mission ermittelt. Sie erklärt, die gesuchten Artefakte seien Teile eines mythischen vulkanischen Objekts, des „Steins von Gol“. Es soll sich hierbei um eine mächtige Waffe handeln, die telepathische Energie bündeln und verstärken kann. Bei den Auftraggebern der Söldner handelt es sich um eine kleine extremistische Gruppe vulkanischer Isolationisten, die ihre Heimatwelt von jeglicher äußerer Beeinflussung abschotten will.
Da die Enterprise schneller ist als das Söldnerschiff, trifft sie eher im Hyralan-System ein und macht dort ein klingonisches Shuttle ausfindig. Der Pilot Koral zeigt sich wenig auskunftsfreudig und es gibt auch keinen Grund, ihn festzunehmen. Worf bringt die Möglichkeit einer Gesundheits- und Sicherheitsinspektion ins Spiel, wodurch man ihn zwingen könnte, kurzzeitig auf die Enterprise zu kommen. Data stimmt zu und Koral wird zuvorkommend empfangen, während sein Shuttle untersucht wird.
Als Baran erfährt, dass Koral und sein Shuttle sich auf der Enterprise befinden, plant er einen Überfall, um an das gesuchte Artefakt zu gelangen. Picard hält das für Wahnsinn, doch Baran ist zuversichtlich, dass Riker mit seinem Wissen über die Enterprise bestens geeignet ist, um den Überfall anzuführen. Heimlich gibt er Riker den Befehl, Picard nach dem Überfall zu töten. Riker und sein Team beamen in den Shuttlehangar der Enterprise. Dort erfahren sie, dass Korals Shuttle bereits erfolglos durchsucht wurde. Riker vermutet, dass Koral das Artefakt bei sich tragen muss, und beamt mit seinen Leuten in die Beobachtungslounge, wo er sich gerade aufhält. Picard findet das gesuchte Artefakt bei ihm. Plötzlich schießt Riker auf Picard, der kann jedoch ausweichen und schießt zurück. Riker ist scheinbar tot, doch als Picard und die anderen Söldner auf ihr Schiff zurückkehren, stellt sich heraus, dass Riker nur betäubt ist.
Auf dem Söldnerschiff übergibt Picard das Artefakt an Baran und schlägt ihn daraufhin ins Gesicht. Er beschuldigt Baran, dass Riker das Team auf sein Geheiß hin verraten wollte. Er bringt damit alle auf seine Seite, die offen für eine Meuterei sind. Baran will Picard nun ein für alle Mal beseitigen, indem er ihn mittels seines Neuro-Implantats umbringen will. Als er jedoch die Kontrollvorrichtung bedient, erleidet er selbst einen tödlichen Schock, denn Picard hat heimlich die Transpondercodes vertauscht. Picard zerstört die Kontrollvorrichtung und verspricht, dass mit diesen Methoden ab jetzt Schluss sei. Die Mannschaft akzeptiert ihn als neuen Captain.
Riker informiert seine Offiziere über alles, was er auf dem Söldnerschiff erfahren hat und setzt sich dann mit dem vulkanischen Geheimdienst in Verbindung, um ihn zu informieren, dass das Schiff in Kürze den Planeten Vulkan anfliegen wird. Zu seinem Erstaunen erfährt er, dass die Vulkanier gar nichts von einem Söldnerschiff oder einer an Bord befindlichen Agentin wissen.
Picard hat herausgefunden, dass auf den einzelnen Stücken des Steins von Gol die beiden vulkanischen Gottheiten des Krieges und des Todes abgebildet sind. Zwischen ihnen fehlt aber noch ein weiteres Symbol. Tallera zeigt wenig Interesse an dieser Entdeckung und will ihre Mission möglichst schnell abschließen. Picard wird misstrauisch und will sie hinhalten. Da enthüllt sie den anderen Söldnern, dass er in Wirklichkeit ein Offizier der Sternenflotte ist. Picard kontert damit, dass Tallera eigentlich vorhat, die Artefakte selbst zu einer Waffe zusammenzusetzen, anstatt sie zu verkaufen. Narik und eine Söldnerin namens Vekor bestehen darauf, Tallera und Picard nach Vulkan zu begleiten, um sicherzustellen, dass sie ihre versprochene Belohnung erhalten. Auf Vulkan finden sie im verlassenen T’Karath-Heiligtum ein drittes und letztes Artefakt. Der Stein von Gol ist damit komplett und wird von Tallera zusammengesetzt. Sie zahlt Narik und Vekor aus, doch es ist viel weniger als ursprünglich vereinbart. Als die beiden protestieren, nutzt Tallera ihre neue Waffe, um sie zu töten. Sie wendet sich Picard zu, als plötzlich ein Außenteam der Enterprise bestehend aus Riker, Worf und zwei Sicherheitsoffizieren auftaucht. Picard befiehlt ihnen, sofort ihre Waffen zu senken und ihren Geist von allen aggressiven Gedanken freizumachen. Die Energie der Waffe geht daraufhin einfach durch die Mitglieder des Außenteams hindurch. Picard erklärt, er habe entdeckt, dass zwischen dem Gott dem Krieges und dem des Todes noch das Symbol des Friedens gefehlt habe. Die Vulkanier hatten vor 2000 Jahren herausgefunden, dass Frieden in der Lage ist, Krieg und Tod zu besiegen. Mit dieser Erkenntnis war der Stein von Gol nutzlos geworden und wurde demontiert. Tallera wird als Mitglied der Isolationistenbewegung festgenommen und den vulkanischen Behörden übergeben. Diese versprechen, dass der Stein von Gol nun endgültig zerstört werden soll. Die Söldner erwarten Anklagen von mindestens 7 Planeten.
Wieder an Bord der Enterprise will Picard zusammen mit Riker seinen Dienst auf der Brücke wieder aufnehmen, aber Riker erwidert, dass er für tot erklärt wurde und keine Befehle geben könne. Data bemerkt daraufhin, dass Riker technisch gesehen ein Abtrünniger sei und mindestens 12 Anklagen vor dem Kriegsgericht erwarte und daher auch keine Befehle geben könne. Picard meint, da er für tot gehalten werde, gehe er jetzt Schlaf nachholen und Data solle Riker zum Schiffsgefängnis eskortieren, was dieser dann auch tut. Riker versucht ihn zu überzeugen, dass Picard nur einen Scherz gemacht hat.

## Verbindungen zu anderen Star-Trek-Produktionen
Die Handlung von Der Schachzug greift Elemente aus mehreren früheren Star-Trek-Folgen auf:
- Die Namen mehrerer Orte und Gegenstände wurden als Hommage an frühere Folgen gewählt. Barradas III ist an Beratis angelehnt, einen der Namen des Wesens Redjac aus der Folge Der Wolf im Schafspelz der Originalserie Raumschiff Enterprise. Yadalla Prime hätte ursprünglich Yonada Prime heißen sollen, in Anlehnung an den hohlen Asteroid Yonada aus der Folge Der verirrte Planet von Raumschiff Enterprise. Der Stein von Gol ist nach dem Plateau auf Vulkan benannt, auf dem Spock in Star Trek: Der Film studiert. Der Planet Draken IV wurde zuvor bereits in Folge 6.14 (Das Gesicht des Feindes) von Raumschiff Enterprise – Das nächste Jahrhundert erwähnt, an deren Drehbuch ebenfalls Naren Shankar beteiligt war.[1]
- Picards Tarnidentität Galen ist mutmaßlich nach seinem ehemaligen Archäologie-Professor benannt, der in Folge 6.20 (Das fehlende Fragment) zu sehen war.

Einige Elemente aus dieser Doppelfolge wurden in späteren Star-Trek-Produktionen wieder aufgegriffen:
- Dies ist die erste kanonische Star-Trek-Produktion, in der die Vulkanier als Gründungsmitglieder der Föderation bezeichnet werden. Zuvor war dies lediglich in nicht-kanonischen Publikationen erwähnt worden. In diesen waren zudem die Menschen, die Tellariten und die Andorianer als weitere Gründungsmitglieder genannt worden. Die Bestätigung dieser Angabe erfolgte erst in Folge 3.24 (Stunde Null) von Star Trek: Enterprise.
- Das T’Karath-Heiligtum auf Vulkan spielt in Folge 4.08 (Zeit des Erwachens) von Star Trek: Enterprise aus dem Jahr 2004 erneut eine wichtige Rolle.
- In der 2017 gestarteten Serie Star Trek: Discovery wird etabliert, dass es mit den Logikextremisten bereits im 23. Jahrhundert eine Gruppierung gibt, die ganz ähnliche Ziele verfolgt wie die vulkanischen Isolationisten im 24. Jahrhundert.

## Produktion

### Drehbuch
Die Folge basiert auf einem bereits während der Produktion der sechsten Staffel unverlangt eingesendeten Drehbuchentwurf von Christopher Hatton. Hattons ursprüngliche Geschichte hätte aus Picards Perspektive erzählt werden sollen und Riker wäre nicht auf Barans Schiff gelangt.
Naren Shankar hatte ursprünglich geplant, dass die vulkanischen Isolationisten vorhaben sollten, ihren Planeten vollständig aus dem bekannten Universum verschwinden zu lassen. Diese Idee wurde aber abgelehnt. Weiterhin hätte der Stein von Gol ursprünglich eine sehr viel mächtigere Waffe sein sollen, die in der Lage ist, Millionen zu töten.

### Darsteller
Robin Curtis, Darstellerin von Tallera/T’Paal, hatte zuvor bereits Lieutenant Saavik in den beiden Spielfilmen Star Trek III: Auf der Suche nach Mr. Spock und Star Trek IV: Zurück in die Gegenwart gespielt.
Caitlin Brown, Darstellerin von Vekor, hatte zuvor bereits Ty Kajada in Folge 1.09 (Der Parasit) von Star Trek: Deep Space Nine gespielt.
Alan Altshuld, Darsteller von Yranac, hatte zuvor bereits Pomet in Folge 6.18 (In der Hand von Terroristen) von Raumschiff Enterprise – Das nächste Jahrhundert gespielt. Er spielte später noch zwei Gastrollen in je einer Folge von Star Trek: Raumschiff Voyager.
Bruce Gray hatte Admiral Chekote zuvor bereits in Folge 2.02 (Der Kreis) von Star Trek: Deep Space Nine gespielt. Er spielte außerdem Surak in Folge 4.08 (Zeit des Erwachens) von Star Trek: Enterprise.
Stephen Lee, Darsteller des Barkeepers, hatte zuvor bereits Chorgan in Folge 3.09 (Yuta, die Letzte ihres Clans) von Raumschiff Enterprise – Das nächste Jahrhundert gespielt.
Derek Webster, Darsteller von Lieutenant Sanders, spielte auch Tarent in zwei Folgen der ersten Staffel von Star Trek: Picard.
Der Klingone Koral wurde von dem Basketballspieler und Gelegenheitsschauspieler James Worthy verkörpert.

### Modelle und Kulissen
Für Barans Schiff wurde das Modell des Miradornen-Schiffes auf Folge 1.12 (Der Steinwandler) von Star Trek: Deep Space Nine wiederverwendet.
Für die Brücke von Barans Schiff wurde das umgebaute Set der Brücke der USS Enterprise NCC 1701 aus den ersten drei Star-Trek-Kinofilmen wiederverwendet, das auch mehrfach als Kampfbrücke der USS Enterprise NCC 1701-D diente.
Für Korals Shuttle wurde das Modell einer Fluchtkapsel aus Folge 3.22 (Der Sammler) wiederverwendet.

### Effekte
Bei der Schießerei auf Baradas III handelt es sich um das aufwändigste Phasergefecht, das für Raumschiff Enterprise – Das nächste Jahrhundert produziert wurde.

## Rezeption
Keith DeCandido bewertete den ersten Teil von Der Schachzug 2013 auf tor.com als eine leicht überdurchschnittliche Folge von Raumschiff Enterprise – Das nächste Jahrhundert, die solide Action bietet und gekonnt die Erfahrungen der Hauptfiguren aus früheren Folgen der Serie wieder aufgreift (Riker als Anführer eines Außenteams oder Datas erster Einsatz als Kommandant in Der Kampf um das klingonische Reich). Auch die Wahl der Gastdarsteller fand DeCandido gelungen. Den zweiten Teil bewertete DeCandido ebenfalls als leicht überdurchschnittliche Folge, die nahtlos an den ersten Teil anknüpft. Er hob die Szenen mit Data und Worf lobend hervor. Weiterhin gefiel ihm, wie Ronald D. Moore die bereits etablierten Fakten über Surak und die Vulkanier mit Fan-Theorien verband. Dass die Waffe am Ende durch Frieden besiegt wird, fand DeCandido etwas kitschig, aber für eine Star-Trek-Serie durchaus passend.